# 24935 Godfreyhardy
24935 Godfreyhardy (1997 HP2) là một tiểu hành tinh vành đai chính được phát hiện ngày 28 tháng 4 năm 1997 bởi P. G. Comba ở Prescott.